# نگاه به دور (فیلم)
نگاه به دور (به انگلیسی: Look Away) (با نام اصلی پشت شیشه) یک فیلم کانادایی وحشت روان‌شناختی درام محصول سال ۲۰۱۸ است. آساف برنشتاین این فیلم را نویسندگی و کارگردانی کرده‌است. از بازیگران این فیلم می‌توان به ایندیا آیسلی، میرا سوروینو و جیسون آیزکس اشاره کرد.

## داستان
داستان دربارهٔ دختری ۱۸ ساله به نام ماریا است. ماریا یک همزاد شیطانی دارد که در آینه‌ها او را مشاهده می‌کند. اما بزودی وقوع رخدادهایی اوضاع را برای ماریا دشوار می‌کند.